# Последният олимпиец
„Последният олимпиец“ е последната книга от поредицата „Пърси Джаксън и боговете на Олимп“, от Рик Риърдън.

## Главни герои
Главни герои са Пърси Джаксън, Анабет Чейс Сатира Гроувър Андърууд, Дионис, Хадес, Хирон, Нико и Бианка ди Анджело, Силена Берегард, циклопа Тайсън, Етан Накамура, Клариса Ла Ру, Чарлз Бекендорф, Мей Кастелан, Люк Кастелан и Рейчъл Елизабет Деър.

## Сюжет
Действието се развива в Ню Йорк. След много премеждия и битки Анабет,  Пърси и Гроувър стигат до лагера на нечистокръвните. Пърси става безсмъртен. малко преди финала Силена Берегард събира всички лагерници от хижата на Арес като се преструва на Клариса носейки нейните доспехи. Харпия успява да оцели Силена и в последните си минути признава че тя е била шпионин на Люк. Клариса идва, всички от лагера на нечистокръвните се защитават ожесточено но почти са разбити. В последния момент идва Нико с армия от зомбита и армията от чудовища на Люк е разбита. две глави преди края се води яростна и ожесточена битка между силите на доброто и злото в тази глава намира смъртта си Люк. А последният олимпиец е Хестия. Победители са добрите. В предпоследната глава е устроено достойно погребение на Силена и Етан. Рейчъл Елизабет Деър става новия делфийски оракул. На 18 август сутринта без да осъзнае Пърси става на 16 години. след вечеря в трапезарията, Анабет носи на Пърси торта направена от нея и Тайсън. Пърси я оприличава на „тухла“. Анабет го целува по устните. А целия лагер ги подслушва. Веднага идват и ги принуждават да се потопят в едно езеро. Пърси Създава воден балон и както той се изразява: „най-хубавата подводна целувка на света“